# Persone di nome Scott
| Questa pagina contiene informazioni ricavate automaticamente dalle voci biografiche con l'ausilio del template Bio e di un bot. L'aggiornamento è periodico e automatico e ricostruisce completamente la pagina. Se manca una persona in questa lista, sei pregato di non aggiungerla, ma accertati piuttosto che la sua voce biografica contenga il template Bio e che i dati anagrafici siano correttamente compilati. Se il template Bio manca, inseriscilo tu stesso o, in alternativa, metti l'avviso {{tmp\|Bio}} che ne segnala la mancanza. Se i dati riportati sono sbagliati, correggi direttamente la voce biografica; le modifiche saranno visibili in questa lista entro pochi giorni. Per chiarimenti vedi il progetto antroponimi. La lista contiene solo le 378 persone che sono citate nell'enciclopedia e per le quali è stato implementato correttamente il template Bio. Pagina aggiornata al 16 ott 2024. |

Questa è una lista di persone presenti nell'enciclopedia che hanno il prenome Scott, suddivise per attività principale.

## Allenatori di calcio(11)
- Scott Barrett, allenatore di calcio e ex calciatore inglese (Ilkeston, n. 1963)
- Scott Booth, allenatore di calcio e ex calciatore scozzese (Aberdeen, n. 1971)
- Scott Brown, allenatore di calcio e ex calciatore scozzese (Dunfermline, n. 1985)
- Scott Chipperfield, allenatore di calcio e ex calciatore australiano (Sydney, n. 1975)
- Scott Cooper, allenatore di calcio inglese (Sheffield, n. 1970)
- Scott Easthope, allenatore di calcio neozelandese (Lower Hutt, n. 1985)
- Scott Marshall, allenatore di calcio e ex calciatore scozzese (Edimburgo, n. 1973)
- Scott McDonald, allenatore di calcio e ex calciatore australiano (Melbourne, n. 1983)
- Scott Parker, allenatore di calcio e ex calciatore inglese (Londra, n. 1980)
- Scott Sellars, allenatore di calcio e ex calciatore inglese (Sheffield, n. 1965)
- Scott Wiseman, allenatore di calcio e ex calciatore inglese (Kingston upon Hull, n. 1985)

## Allenatori di hockey su ghiaccio(2)
- Scott Beattie, allenatore di hockey su ghiaccio, dirigente sportivo e ex hockeista su ghiaccio canadese (Kimberley, n. 1968)
- Scott Niedermayer, allenatore di hockey su ghiaccio e ex hockeista su ghiaccio canadese (Edmonton, n. 1973)

## Allenatori di pallacanestro(2)
- Scott Drew, allenatore di pallacanestro statunitense (Kansas City, n. 1970)
- Scott Morrison, allenatore di pallacanestro canadese (Isola del Principe Edoardo, n. 1978)

## Artisti marziali misti(1)
- Scott Jorgensen, artista marziale misto statunitense (Payson, n. 1982)

## Astronauti(5)
- Scott Altman, ex astronauta statunitense (Lincoln, n. 1959)
- Scott Horowitz, ex astronauta statunitense (Filadelfia, n. 1957)
- Scott Joseph Kelly, ex astronauta e ufficiale statunitense (Orange, n. 1964)
- Scott Parazynski, ex astronauta statunitense (Little Rock, n. 1961)
- Scott Tingle, astronauta statunitense (Attleboro, n. 1965)

## Astronomi(1)
- Scott S. Sheppard, astronomo statunitense (n. 1976)

## Attivisti(1)
- Scott Camil, attivista e militare statunitense (Brooklyn, n. 1946)

## Attori(47)
- Scott Adkins, attore e artista marziale britannico (Sutton Coldfield, n. 1976)
- Scott Allen, attore, cantante e ballerino statunitense (Morristown, n. 1948)
- Scott Bailey, attore statunitense (Florissant, n. 1978)
- Scott Baio, attore e personaggio televisivo statunitense (New York, n. 1960)
- Scott Bairstow, attore canadese (Steinbach, n. 1970)
- Scott Bakula, attore statunitense (Saint Louis, n. 1954)
- Scott R. Beal, attore e regista statunitense (Quinnesec, n. 1890 - Los Angeles, † 1973)
- Scotty Beckett, attore statunitense (Oakland, n. 1929 - Los Angeles, † 1968)
- Scott Jacoby, attore statunitense (Skokie, n. 1956)
- Scott Brady, attore statunitense (New York, n. 1924 - Los Angeles, † 1985)
- Scott Caan, attore, sceneggiatore e regista statunitense (Los Angeles, n. 1976)
- Scott Michael Campbell, attore statunitense (Missoula, n. 1971)
- Scott Capurro, attore, comico e scrittore statunitense (San Francisco, n. 1962)
- Scott Clifton, attore statunitense (Los Angeles, n. 1984)
- Scott Coffey, attore e regista statunitense (Honolulu, n. 1967)
- Scott Cohen, attore statunitense (New York, n. 1961)
- Scott Colomby, attore statunitense (Brooklyn, n. 1952)
- Taye Diggs, attore e cantante statunitense (Newark, n. 1971)
- Scott Eastwood, attore statunitense (Carmel-by-the-Sea, n. 1986)
- Scott Evans, attore statunitense (Sudbury, n. 1983)
- Scott Foley, attore statunitense (Kansas City, n. 1972)
- Scott Michael Foster, attore statunitense (Winfield, n. 1985)
- Scott Patterson, attore statunitense (Filadelfia, n. 1958)
- Scott Grimes, attore, doppiatore e musicista statunitense (Lowell, n. 1971)
- Scott Handy, attore britannico (n. 1968)
- Scott Haran, attore britannico (Londra, n. 1992)
- Scott Hylands, attore canadese (Vancouver, n. 1943)
- Scott Krinsky, attore e comico statunitense (Washington, n. 1968)
- Scott Lawrence, attore statunitense (Los Angeles, n. 1963)
- Scott Lowell, attore statunitense (Denver, n. 1965)
- Scott MacDonald, attore e doppiatore statunitense (n. 1959)
- Scott Marlowe, attore statunitense (Newark, n. 1932 - Los Angeles, † 2001)
- Scott Maslen, attore e modello inglese (Woolwich, n. 1971)
- Scott McNeil, attore e doppiatore australiano (Brisbane, n. 1962)
- Scott Mechlowicz, attore statunitense (New York, n. 1981)
- Scott Menville, attore e doppiatore statunitense (Malibù, n. 1971)
- Scott Neal, attore britannico (Londra, n. 1978)
- Scott H. Reiniger, attore statunitense (White Plains, n. 1948)
- Scott Shepherd, attore statunitense (Raleigh, n. 1966)
- Carrot Top, attore e comico statunitense (Rockledge, n. 1965)
- Scott Schutzman Tiler, attore statunitense (Stati Uniti, n. 1971)
- Scott Waara, attore statunitense (Chicago, n. 1957)
- Scott Weinger, attore e doppiatore statunitense (New York, n. 1975)
- Scott Wilson, attore statunitense (Atlanta, n. 1942 - Los Angeles, † 2018)
- Scott William Winters, attore statunitense (New York, n. 1965)
- Scott Wise, attore, ballerino e coreografo statunitense (Pocatello, n. 1958)
- Scott Wolf, attore statunitense (Boston, n. 1968)

## Attori pornografici(2)
- Scott Nails, attore pornografico statunitense (Phoenix, n. 1982)
- Scott Tanner, attore pornografico statunitense (n. 1979)

## Aviatori(1)
- Scott Poteet, aviatore statunitense (Chattanooga, n. 1973)

## Bassisti(5)
- Scott Clendenin, bassista statunitense (Titusville, n. 1968 - † 2015)
- Scott Shiflett, bassista statunitense (n. 1966)
- Scott Shriner, bassista statunitense (Toledo, n. 1965)
- Scott Sorry, bassista statunitense (Filadelfia, n. 1978)
- Scott Thunes, bassista statunitense (Los Angeles, n. 1960)

## Batteristi(5)
- Scott Amendola, batterista statunitense (Oakland, n. 1969)
- Scott Asheton, batterista statunitense (Washington, n. 1949 - Ann Arbor, † 2014)
- Scott Hammond, batterista e percussionista inglese (Bristol, n. 1973)
- Scott Phillips, batterista statunitense (Madison, n. 1973)
- Scott Raynor, batterista statunitense (Poway, n. 1978)

## Biatleti(1)
- Scott Gow, ex biatleta canadese (Calgary, n. 1990)

## Biblisti(1)
- Scott Gregory Brown, biblista e teologo australiano (n. 1966)

## Biologi(1)
- Scott Minnich, biologo statunitense

## Calciatori(40)
- Scott Allan, calciatore scozzese (Glasgow, n. 1991)
- Scott Arfield, calciatore scozzese (Livingston, n. 1988)
- Scott Bain, calciatore scozzese (Edimburgo, n. 1991)
- Scott Brown, ex calciatore inglese (Wolverhampton, n. 1985)
- Scott Caldwell, ex calciatore statunitense (Weymouth, n. 1991)
- Scott Carson, calciatore inglese (Whitehaven, n. 1985)
- Scott Cuthbert, ex calciatore scozzese (Alexandria, n. 1987)
- Scott Dann, calciatore inglese (Liverpool, n. 1987)
- Scott Duncan, calciatore e allenatore di calcio scozzese (Dumbarton, n. 1888 - † 1976)
- Scott Fraser, calciatore scozzese (Dundee, n. 1995)
- Scott Galloway, calciatore australiano (Perth, n. 1995)
- Scott High, calciatore scozzese (Dewsbury, n. 2001)
- Scott Hogan, calciatore irlandese (Irlam, n. 1992)
- Scott Jamieson, ex calciatore australiano (Sydney, n. 1988)
- Scott Jones, ex calciatore statunitense (San Antonio, n. 1983)
- Scott Kennedy, calciatore canadese (Calgary, n. 1997)
- Scott Loach, ex calciatore inglese (Nottingham, n. 1988)
- Scott Malone, calciatore inglese (Rowley Regis, n. 1991)
- Scott Martin, calciatore scozzese (Glasgow, n. 1997)
- Scott McKenna, calciatore scozzese (Kirriemuir, n. 1996)
- Scott McMann, calciatore scozzese (n. 1996)
- Scott McTominay, calciatore scozzese (Lancaster, n. 1996)
- Scott Minto, ex calciatore inglese (Heswall, n. 1971)
- Scott Neville, calciatore australiano (Devon, n. 1989)
- Scott Quigley, calciatore e ex giocatore di calcio a 5 inglese (Shrewsbury, n. 1992)
- Scott Robertson, calciatore scozzese (Dundee, n. 1985)
- Scott Robinson, calciatore scozzese (Edimburgo, n. 1992)
- Scott Sealy, ex calciatore trinidadiano (Chaguanas, n. 1981)
- Scott Severin, ex calciatore scozzese (Stirling, n. 1979)
- Scott Sinclair, calciatore inglese (Bath, n. 1989)
- Scott Smith, ex calciatore neozelandese (Christchurch, n. 1975)
- Scott Sutter, ex calciatore inglese (Londra, n. 1986)
- Scott Tanser, calciatore inglese (Blackpool, n. 1994)
- Scott Tiffoney, calciatore scozzese (Glasgow, n. 1998)
- Scott Vernon, calciatore inglese (Manchester, n. 1983)
- Scott Wharton, calciatore inglese (Blackburn, n. 1997)
- Scott Wilson, ex calciatore scozzese (Edimburgo, n. 1977)
- Scott Woods, calciatore norvegese (Oslo, n. 2000)
- Scott Wootton, calciatore inglese (Birkenhead, n. 1991)
- Scott Wright, calciatore scozzese (Balmedie, n. 1997)

## Canoisti(1)
- Scott Strausbaugh, ex canoista statunitense (York, n. 1963)

## Canottieri(3)
- Scott Brennan, canottiere australiano (Hobart, n. 1983)
- Scott Durant, canottiere britannico (Los Angeles, n. 1988)
- Scott Frandsen, canottiere canadese (Kelowna, n. 1980)

## Cantanti(7)
- Scott Helman, cantante canadese (Toronto, n. 1995)
- Scott Hoying, cantante statunitense (Arlington, n. 1991)
- Scott Kannberg, cantante e chitarrista statunitense (Stockton, n. 1966)
- Scott Kelly, cantante e chitarrista statunitense (Evanston, n. 1967)
- Scott McCaughey, cantante e chitarrista statunitense (Seattle, n. 1954)
- Scotty McCreery, cantante statunitense (Garner, n. 1993)
- Scott Reagers, cantante statunitense (Los Angeles, n. 1959)

## Cantautori(3)
- Scott Matthews, cantautore britannico (Wolverhampton, n. 1976)
- Scott Stapp, cantautore e filantropo statunitense (Orlando, n. 1973)
- Scott Weiland, cantautore statunitense (San Jose, n. 1967 - Bloomington, † 2015)

## Cavalieri(1)
- Scott Brash, cavaliere britannico (Peebles, n. 1985)

## Cestisti(31)
- Scott Armstrong, cestista statunitense (Fort Wayne, n. 1913 - Fort Wayne, † 1997)
- Scott Bamforth, cestista statunitense (Albuquerque, n. 1989)
- Scottie Barnes, cestista statunitense (West Palm Beach, n. 2001)
- Scott Brooks, ex cestista e allenatore di pallacanestro statunitense (French Camp, n. 1965)
- Scott Burrell, ex cestista e allenatore di pallacanestro statunitense (New Haven, n. 1971)
- Scott Eatherton, cestista statunitense (Hershey, n. 1991)
- Scott English, ex cestista statunitense (Evanston, n. 1950)
- Scott Fisher, ex cestista e allenatore di pallacanestro statunitense (San Jose, n. 1966)
- Scott Forbes, ex cestista bahamense (Freeport, n. 1975)
- Scott Haffner, ex cestista statunitense (Terre Haute, n. 1966)
- Scott Haskin, ex cestista statunitense (Riverside, n. 1970)
- Scott Hastings, ex cestista statunitense (Independence, n. 1960)
- Scottie Lindsey, cestista statunitense (Hillside, n. 1996)
- Scott Lloyd, ex cestista e allenatore di pallacanestro statunitense (Chicago, n. 1952)
- Scott Machado, cestista statunitense (Queens, n. 1990)
- Scott May, ex cestista statunitense (Sandusky, n. 1954)
- Scott Meents, ex cestista statunitense (Kankakee, n. 1964)
- Scott Merritt, ex cestista statunitense (Wauwatosa, n. 1982)
- Scott Morrison, ex cestista canadese (Vancouver, n. 1986)
- Scott Padgett, ex cestista statunitense (Louisville, n. 1976)
- Scottie Reynolds, cestista statunitense (Huntsville, n. 1987)
- Scott Roth, ex cestista e allenatore di pallacanestro statunitense (Cleveland, n. 1963)
- Scott Sims, ex cestista statunitense (Kirksville, n. 1955)
- Scott Skiles, ex cestista e allenatore di pallacanestro statunitense (La Porte, n. 1964)
- Scott Suggs, cestista statunitense (Washington, n. 1989)
- Scott Thomas, cestista statunitense (Marion, n. 1989)
- Scott Ulaneo, cestista italiano (Roma, n. 1998)
- Scott VanderMeer, ex cestista statunitense (Dyer, n. 1986)
- Scott Wedman, ex cestista e allenatore di pallacanestro statunitense (Harper, n. 1952)
- Scott Williams, ex cestista e allenatore di pallacanestro statunitense (Hacienda Heights, n. 1968)
- Scott Wood, ex cestista statunitense (Marion, n. 1990)

## Chitarristi(7)
- Daisy Berkowitz, chitarrista statunitense (Los Angeles, n. 1968 - Los Angeles, † 2017)
- Scott Danough, chitarrista statunitense
- Scott Gorham, chitarrista e compositore statunitense (Glendale, n. 1951)
- Scott Henderson, chitarrista statunitense (West Palm Beach, n. 1954)
- Scotti Hill, chitarrista statunitense (Manhasset, n. 1964)
- Scott Hull, chitarrista statunitense (n. 1971)
- Scott Ian, chitarrista statunitense (New York, n. 1963)

## Ciclisti su strada(4)
- Scott Davies, ex ciclista su strada britannico (Carmarthen, n. 1995)
- Scott Davis, ex ciclista su strada e pistard australiano (Bundaberg, n. 1979)
- Scott Sunderland, ex ciclista su strada e dirigente sportivo australiano (Inverell, n. 1966)
- Scott Thwaites, ex ciclista su strada e ciclocrossista britannico (Steeton, n. 1990)

## Clavicembalisti(1)
- Scott Ross, clavicembalista e organista statunitense (Pittsburgh, n. 1951 - Assas, † 1989)

## Compositori(4)
- Scott Bradley, compositore, pianista e direttore d'orchestra statunitense (Russellville, n. 1891 - Chatsworth, † 1977)
- Scott Frankel, compositore, direttore d'orchestra e pianista statunitense (n. 1963)
- Scott Joplin, compositore e musicista statunitense (Texarkana - New York, † 1917)
- Loscil, compositore e musicista canadese (Vancouver)

## Contrabbassisti(1)
- Scott Owen, contrabbassista australiano (Melbourne, n. 1975)

## Danzatori su ghiaccio(1)
- Scott Moir, ex danzatore su ghiaccio canadese (London, n. 1987)

## Direttori d'orchestra(1)
- Scott Yoo, direttore d'orchestra e violinista statunitense (Tokyo, n. 1971)

## Dirigenti d'azienda(1)
- Scott Forstall, ex dirigente d'azienda e programmatore statunitense (n. 1970)

## Dirigenti sportivi(2)
- Scott D'Amore, dirigente sportivo canadese (Windsor, n. 1972)
- Scott Mellanby, dirigente sportivo e ex hockeista su ghiaccio canadese (Montréal, n. 1966)

## Disc jockey(3)
- Scott Brown, disc jockey e produttore discografico scozzese (Glasgow, n. 1972)
- DJ Skee, disc jockey statunitense (Los Angeles, n. 1983)
- Scott La Rock, disc jockey statunitense (New York, n. 1962 - New York, † 1987)

## Doppiatori(1)
- Scott Innes, doppiatore e attore statunitense (Poplar Bluff, n. 1966)

## Drammaturghi(1)
- Scott McPherson, drammaturgo e attore teatrale statunitense (Columbus, n. 1959 - Chicago, † 1992)

## Fondisti(1)
- Scott Patterson, fondista statunitense (n. 1992)

## Fumettisti(5)
- Scott Adams, fumettista statunitense (New York, n. 1957)
- Scott M. Gimple, fumettista, sceneggiatore e produttore televisivo statunitense (Berkeley Heights, n. 1971)
- Scott Lobdell, fumettista statunitense (n. 1963)
- Scott McCloud, fumettista statunitense (Boston, n. 1960)
- Scott McDaniel, fumettista statunitense (Pittsburgh, n. 1965)

## Funzionari(1)
- Scott McClellan, funzionario e scrittore statunitense (Austin, n. 1968)

## Giocatori di baseball(4)
- Scott Atchison, ex giocatore di baseball statunitense (Denton, n. 1976)
- Scott Radinsky, ex giocatore di baseball, allenatore di baseball e cantante statunitense (Glendale, n. 1968)
- Scott Rice, giocatore di baseball statunitense (Simi Valley, n. 1981)
- Logan Verrett, giocatore di baseball statunitense (The Woodlands, n. 1990)

## Giocatori di curling(1)
- Scott Baird, giocatore di curling statunitense (Bemidji, n. 1951)

## Giocatori di football americano(17)
- Scott Zolak, ex giocatore di football americano statunitense (Pittsburgh, n. 1967)
- Scott Covington, giocatore di football americano statunitense (Fresno, n. 1976)
- Scott Crichton, giocatore di football americano statunitense (Tacoma, n. 1991)
- Scott Daly, giocatore di football americano statunitense (Downers Grove, n. 1994)
- Scott Davis, ex giocatore di football americano statunitense (Joliet, n. 1966)
- Scott Duffy, ex giocatore di football americano statunitense
- Scott Fujita, giocatore di football americano statunitense (Camarillo, n. 1979)
- Scott Hunter, giocatore di football americano statunitense (Mobile, n. 1947)
- Scott Matlock, giocatore di football americano statunitense (Homedale, n. 2000)
- Scott Miller, giocatore di football americano statunitense (n. 1997)
- Scott Norwood, ex giocatore di football americano statunitense (Alexandria, n. 1960)
- Scott Quessenberry, giocatore di football americano statunitense (Carlsbad, n. 1995)
- Scott Shanle, ex giocatore di football americano statunitense (Genoa, n. 1979)
- Scott Simonson, giocatore di football americano statunitense (n. 1992)
- Scott Solomon, giocatore di football americano statunitense (San Antonio, n. 1988)
- Scott Tolzien, ex giocatore di football americano statunitense (Rolling Meadows, n. 1987)
- Scott Wells, ex giocatore di football americano statunitense (Spring Hill, n. 1981)

## Giocatori di poker(4)
- Scott Blumstein, giocatore di poker statunitense (Morristown, n. 1992)
- Scott Clements, giocatore di poker statunitense (Mount Vernon, n. 1981)
- Scott Montgomery, giocatore di poker canadese (Perth, n. 1981)
- Scott Seiver, giocatore di poker statunitense (Columbus, n. 1985)

## Giocatori di snooker(1)
- Scott Donaldson, giocatore di snooker scozzese (Perth, n. 1994)

## Golfisti(2)
- Scottie Scheffler, golfista statunitense (Ridgewood, n. 1996)
- Scott Simpson, golfista statunitense (San Diego, n. 1955)

## Hockeisti su ghiaccio(5)
- Scott Campbell, ex hockeista su ghiaccio canadese |NazionalitàNaturalizzato= britannico (Glasgow, n. 1972)
- Scott Campbell, hockeista su ghiaccio canadese (Toronto, n. 1957 - Guelph, † 2022)
- Scott Gomez, ex hockeista su ghiaccio statunitense (Anchorage, n. 1979)
- Scott Winkler, hockeista su ghiaccio norvegese (Asker, n. 1990 - Asker, † 2013)
- Scott Young, ex hockeista su ghiaccio statunitense (Clinton, n. 1967)

## Imprenditori(3)
- Scooter Braun, imprenditore statunitense (New York, n. 1981)
- Scott MacNealy, imprenditore statunitense (Columbus, n. 1954)
- Scott Miller, imprenditore statunitense (Florida, n. 1961)

## Informatici(4)
- Scott Aaronson, informatico e divulgatore scientifico statunitense (Filadelfia, n. 1981)
- Scott Cawthon, programmatore, produttore cinematografico e scrittore statunitense (Houston, n. 1978)
- Scott Fahlman, informatico statunitense (Medina, n. 1948)
- Scott Hassan, informatico statunitense (San Francisco, n. 1970)

## Modelli(1)
- Scott King, supermodello e attore statunitense (Fern Park, n. 1969)

## Montatori(1)
- Scott Conrad, montatore statunitense (California, n. 1944)

## Musicisti(3)
- Scott Borland, musicista statunitense (Richmond, n. 1979)
- Scott Gibbons, musicista e compositore statunitense (n. 1969)
- Tycho, musicista e compositore statunitense (San Francisco, n. 1977)

## Nuotatori(5)
- Tyler Clary, ex nuotatore statunitense (Redlands, n. 1989)
- Scott Goldblatt, ex nuotatore statunitense (Scotch Plains, n. 1979)
- Scott Goodman, ex nuotatore australiano (Hobart, n. 1973)
- Scott Miller, ex nuotatore australiano (Sydney, n. 1975)
- Scott Tucker, ex nuotatore statunitense (Birmingham, n. 1976)

## Ornitologi(1)
- Scott Barchard Wilson, ornitologo, esploratore e naturalista britannico (n. 1865 - † 1923)

## Paleontologi(1)
- Scott Sampson, paleontologo canadese (Vancouver, n. 1961)

## Pallavolisti(6)
- Scott Fifer, pallavolista statunitense (Orland Park, n. 1993)
- Scott Fortune, ex pallavolista e ex giocatore di beach volley statunitense (Newport Beach, n. 1966)
- Scott Kevorken, pallavolista statunitense (Tarzana, n. 1991)
- Scott Rhein, pallavolista statunitense (Finksburg, n. 1993)
- Scott Siwicki, pallavolista statunitense (Elk Grove Village, n. 1992)
- Scott Touzinsky, ex pallavolista statunitense (Saint Louis, n. 1982)

## Parolieri(1)
- Scott Wittman, paroliere e regista teatrale statunitense (Nanuet, n. 1954)

## Pattinatori artistici su ghiaccio(2)
- Scotty Allen, ex pattinatore artistico su ghiaccio statunitense (Newark, n. 1949)
- Scott Hamilton, ex pattinatore artistico su ghiaccio statunitense (Toledo, n. 1958)

## Pentatleti(1)
- Scott Christie, pentatleta statunitense (n. 1971)

## Pesisti(1)
- Scott Martin, pesista e discobolo australiano (n. 1982)

## Piloti automobilistici(6)
- Scott Dixon, pilota automobilistico neozelandese (Brisbane, n. 1980)
- Scott Kalitta, pilota automobilistico statunitense (Belleville, n. 1962 - Englishtown, † 2008)
- Scott McLaughlin, pilota automobilistico neozelandese (Christchurch, n. 1993)
- Scott Pruett, ex pilota automobilistico statunitense (LuogoNascitaLink = Roseville, n. 1960)
- Scott Sharp, pilota automobilistico statunitense (Norwalk, n. 1968)
- Scott Speed, pilota automobilistico statunitense (Manteca, n. 1983)

## Piloti di rally(1)
- Scott Martin, copilota di rally britannico (n. 1981)

## Piloti motociclistici(4)
- Scott Deroue, pilota motociclistico olandese (Nijkerkerveen, n. 1995)
- Scott Ogden, pilota motociclistico britannico (Doncaster, n. 2003)
- Scott Redding, pilota motociclistico britannico (Quedgeley, n. 1993)
- Scott Smart, pilota motociclistico britannico (Wateringbury, n. 1975)

## Pistard(1)
- Scott McGrory, ex pistard australiano (n. 1969)

## Politici(11)
- Scott Ainslie, politico britannico (Edimburgo, n. 1968)
- Scott Brown, politico e avvocato statunitense (Kittery, n. 1959)
- Scott DesJarlais, politico e medico statunitense (Des Moines, n. 1964)
- Scott L. Fitzgerald, politico statunitense (Chicago, n. 1963)
- Scott Klug, politico e giornalista statunitense (Milwaukee, n. 1953)
- Scott Morrison, politico australiano (Waverley, n. 1968)
- Scott Perry, politico statunitense (San Diego, n. 1962)
- Scott Peters, politico e avvocato statunitense (Springfield, n. 1958)
- Scott Taylor, politico statunitense (Baltimora, n. 1979)
- Scott Tipton, politico statunitense (Española, n. 1956)
- Scott Walker, politico statunitense (Colorado Springs, n. 1967)

## Produttori cinematografici(3)
- Scott R. Dunlap, produttore cinematografico, regista e attore statunitense (Chicago, n. 1892 - Los Angeles, † 1970)
- Scott Mitchell Rosenberg, produttore cinematografico e editore statunitense (n. 1963)
- Scott Rudin, produttore cinematografico statunitense (Baldwin, n. 1958)

## Produttori discografici(3)
- Scott Burns, produttore discografico e programmatore statunitense
- Scott Litt, produttore discografico statunitense (n. 1954)
- Scott Storch, produttore discografico e musicista statunitense (Long Island, n. 1973)

## Pugili(1)
- Scott Quigg, pugile britannico (Bury, n. 1988)

## Rapper(2)
- Kid Cudi, rapper, cantautore e attore statunitense (Cleveland, n. 1984)
- Kerser, rapper australiano (Campbelltown, n. 1987)

## Registi(15)
- Scott Cooper, regista, sceneggiatore e attore statunitense (Abingdon, n. 1970)
- Scott Derrickson, regista, sceneggiatore e produttore cinematografico statunitense (Denver, n. 1966)
- Scott Ellis, regista statunitense (Washington, n. 1957)
- Scott Fellows, regista e autore televisivo statunitense (n. 1965)
- Scott Glosserman, regista, sceneggiatore e produttore cinematografico statunitense (Bethesda, n. 1976)
- Scott Mann, regista britannico (Newton Aycliffe, n. 1979)
- Scott Pembroke, regista, attore e sceneggiatore statunitense (San Francisco, n. 1889 - Pasadena, † 1951)
- Scott Phillips, regista, sceneggiatore e produttore cinematografico statunitense
- Scott Sidney, regista statunitense (n. 1872 - Londra, † 1928)
- Scott Speer, regista, produttore cinematografico e scrittore statunitense (San Diego, n. 1982)
- Scott Stewart, regista, sceneggiatore e produttore cinematografico statunitense
- Scott Walker, regista neozelandese (Auckland, n. 1971)
- Scott Waugh, regista, stuntman e montatore statunitense (Los Angeles, n. 1970)
- Scott Winant, regista, sceneggiatore e produttore televisivo statunitense
- Scott Wiper, regista, sceneggiatore e attore statunitense (Granville, n. 1970)

## Rugbisti a 15(15)
- Scott Baldwin, rugbista a 15 britannico (Bridgend, n. 1988)
- Scott Barrett, rugbista a 15 neozelandese (New Plymouth, n. 1993)
- Scott Bowen, ex rugbista a 15 e allenatore di rugby a 15 australiano (Sydney, n. 1972)
- Scott Crichton, ex rugbista a 15 neozelandese (Wanganui, n. 1954)
- Scott Fardy, rugbista a 15 australiano (Sydney, n. 1984)
- Scott Hamilton, rugbista a 15 neozelandese (Christchurch, n. 1980)
- Scott Hastings, ex rugbista a 15 britannico (Edimburgo, n. 1964)
- Scott Higginbotham, rugbista a 15 australiano (Subiaco, n. 1986)
- Scott Lawson, ex rugbista a 15 britannico (Lanark, n. 1981)
- Scott MacLeod, ex rugbista a 15 e allenatore di rugby a 15 britannico (Hawick, n. 1979)
- Scott Murray, rugbista a 15 scozzese (Musselburgh, n. 1976)
- Scott Palmer, ex rugbista a 15 e allenatore di rugby a 15 neozelandese (Palmerston North, n. 1977)
- Scott Sio, rugbista a 15 australiano (Sydney, n. 1991)
- Scott Spedding, ex rugbista a 15 sudafricano (Krugersdorp, n. 1986)
- Scott Staniforth, ex rugbista a 15 australiano (West Wyalong, n. 1977)

## Saggisti(1)
- Scott Cunningham, saggista statunitense (Royal Oak, n. 1956 - † 1993)

## Sassofonisti(1)
- Scott Hamilton, sassofonista statunitense (Providence, n. 1954)

## Sceneggiatori(8)
- Scott Alexander, sceneggiatore, regista e produttore cinematografico statunitense (Los Angeles, n. 1963)
- Scott Aukerman, sceneggiatore, produttore cinematografico e regista statunitense (Savannah, n. 1970)
- Scott Buck, sceneggiatore statunitense
- Scott Z. Burns, sceneggiatore, regista e produttore cinematografico statunitense (Golden Valley, n. 1962)
- Scott Neustadter, sceneggiatore e produttore cinematografico statunitense (Margate City, n. 1977)
- Scott Rosenberg, sceneggiatore, produttore cinematografico e produttore televisivo statunitense (Needham, n. 1963)
- Scott Silver, sceneggiatore e regista statunitense (Worcester, n. 1964)
- Scott Spiegel, sceneggiatore, regista e produttore cinematografico statunitense (Birmingham, n. 1957)

## Scenografi(2)
- Scott Chambliss, scenografo statunitense (Los Angeles, n. 1963)
- Scott P. Murphy, scenografo e direttore artistico statunitense

## Sciatori alpini(2)
- Scott Barrett, ex sciatore alpino canadese (Toronto, n. 1983)
- Scott Macartney, ex sciatore alpino statunitense (Seattle, n. 1978)

## Scrittori(11)
- Scott Beatty, scrittore e fumettista statunitense (n. 1969)
- Scott Frost, scrittore e sceneggiatore statunitense
- Scott Heim, scrittore statunitense (Hutchinson, n. 1966)
- Scott Lynch, scrittore statunitense (Saint Paul, n. 1978)
- Scott O'Dell, scrittore statunitense (Los Angeles, n. 1898 - Mount Kisco, † 1989)
- Scott Shaw, scrittore e regista statunitense (Los Angeles, n. 1958)
- Scott B. Smith, scrittore e sceneggiatore statunitense (Summit, n. 1965)
- Scott Snyder, scrittore e fumettista statunitense (New York, n. 1976)
- Scott Spencer, scrittore statunitense (Washington, n. 1945)
- Scott Turow, scrittore e avvocato statunitense (Chicago, n. 1949)
- Scott Westerfeld, scrittore statunitense (Dallas, n. 1963)

## Tennisti(5)
- Scott Davis, ex tennista statunitense (Santa Monica, n. 1962)
- Scott Draper, ex tennista e ex golfista australiano (Brisbane, n. 1974)
- Scott Humphries, ex tennista statunitense (Greeley, n. 1976)
- Scott Lipsky, ex tennista statunitense (Merrick, n. 1981)
- Scott Melville, ex tennista statunitense (Fort Ord, n. 1966)

## Tuffatori(3)
- Scott Cranham, tuffatore canadese (Toronto, n. 1954)
- Scott Donie, ex tuffatore statunitense (Vicenza, n. 1968)
- Scott Robertson, tuffatore australiano (Sale, n. 1987)

## Ultramaratoneti(1)
- Scott Jurek, ultramaratoneta e saggista statunitense (Duluth, n. 1973)

## Wrestler(8)
- Bam Bam Bigelow, wrestler statunitense (Asbury Park, n. 1961 - Hudson, † 2007)
- Colt Cabana, wrestler statunitense (Deerfield, n. 1980)
- Scott Hall, wrestler statunitense (Contea di Saint Mary, n. 1958 - Marietta, † 2022)
- Scott Irwin, wrestler statunitense (Duluth, n. 1952 - † 1987)
- Scott Norton, ex wrestler statunitense (Minneapolis, n. 1961)
- Raven, wrestler statunitense (Filadelfia, n. 1964)
- Scotty 2 Hotty, wrestler statunitense (Westbrook, n. 1973)
- Scott Steiner, wrestler statunitense (Bay City, n. 1962)

## Senza attività specificata(4)
- Scott Farrar, effettista statunitense (San Diego, n. 1950)
- Scott R. Fisher, effettista statunitense (Kodiak, n. 1967)
- Scott Flansburg,  statunitense (Herkimer, n. 1963)
- Scott Robertson, allenatore di rugby a 15 neozelandese (Tauranga, n. 1974)